# Arctic Circle Restaurants
Arctic Circle Restaurants é uma cadeia americana de restaurantes de hambúrgueres e batidos com sede em Midvale, Utah, Estados Unidos.

## Descrição
Em setembro de 2022, existiam 71 restaurantes em sete estados, cerca de metade dos quais são propriedade da empresa e os restantes são propriedade de franchisados, estando cerca de metade dos restaurantes situados no Utah. Servem comida rápida típica, como hambúrgueres, sanduíches, batidos, saladas, batatas fritas e peixe e fritas.
A empresa afirma ter inventado o condimento regional molho para fritar, e que foi a primeira cadeia de hambúrgueres a inventar e vender a refeição para crianças.

## Origens
Em 1924, Don Carlos Edwards estabeleceu uma pequena banca de bebidas numa celebração do Dia dos Pioneiros. Em 1941, tinha-se tornado num próspero restaurante de churrasco. Edwards abriu posteriormente o primeiro restaurante Arctic Circle em Salt Lake City, Utah, em 1950. Pouco depois de abrir o Arctic Circle, Edwards introduziu o "molho cor-de-rosa", uma combinação de maionese e ketchup semelhante a um molho de mil ilhas. Mais tarde, este molho ficou conhecido como "molho para fritar".